# Route départementale R12 (Yvelines)
La rocade R12, dans les Yvelines, est une route de liaison, inachevée, entre la route nationale 12 et la route nationale 10, à une seule voie dans chaque sens.

## Construction
L'ébauche de la rocade a été construite vers la fin des années 1970 lors de l'élargissement à deux fois deux voies de la route départementale Bois-d'Arcy - Plaisir-Sainte-Apolline et de sa qualification en tant que portion à part entière de la route nationale 12.
Le précédent tracé de la nationale 12 dans ce secteur était celui de l'actuelle route départementale 912, c'est-à-dire la ligne droite qui va du carrefour du Pavillon-Bleu à Trappes à l'embranchement de Sainte-Apolline à Plaisir.
La création de la rocade est due à la forte augmentation de population d'Élancourt, de Maurepas  et de Plaisir qui font partie de la ville nouvelle de Saint-Quentin-en-Yvelines et du besoin, pour rejoindre l'autoroute A12, de créer un nouvel axe de circulation, autre que la seule route nationale 10, incapable à elle seule d'absorber les flux générés. Cette voie réalisée au début des années 1970, est restée inachevée depuis, à la hauteur du plateau d'Élancourt. Elle devait à l’origine rejoindre le prolongement de l'autoroute A12 au niveau du hameau du Rodon, sur la commune du Mesnil-Saint-Denis.
En 2020, le projet initial du prolongement vers la route nationale 10 n'est toujours pas programmé.

## Itinéraire
Dans le sens nord-sud, les communes traversées sont :
- Trappes :
  - emprise de la R12 sur la route nationale 12 au droit de l'extrémité de la forêt de Bois-d'Arcy au moyen d'un échangeur triangulaire auquel manque toutefois la communication entre la R12 et la N12 vers l'ouest,
  - dans le sens nord-sud, alors qu'un tourne-à-gauche est impossible dans le sens sud-nord, entrée de la zone d'activité de Pissaloup qui communique avec la zone d'activité et le quartier de la Clef de Saint-Pierre d'Élancourt,
  - le tracé devient en tranchée c'est-à-dire que la rocade se trouve en contrebas des zones construites et bordée d'importants talus,
  - échangeur avec le tronçon Trappes - Plaisir-Sainte-Apolline de la route départementale 912.

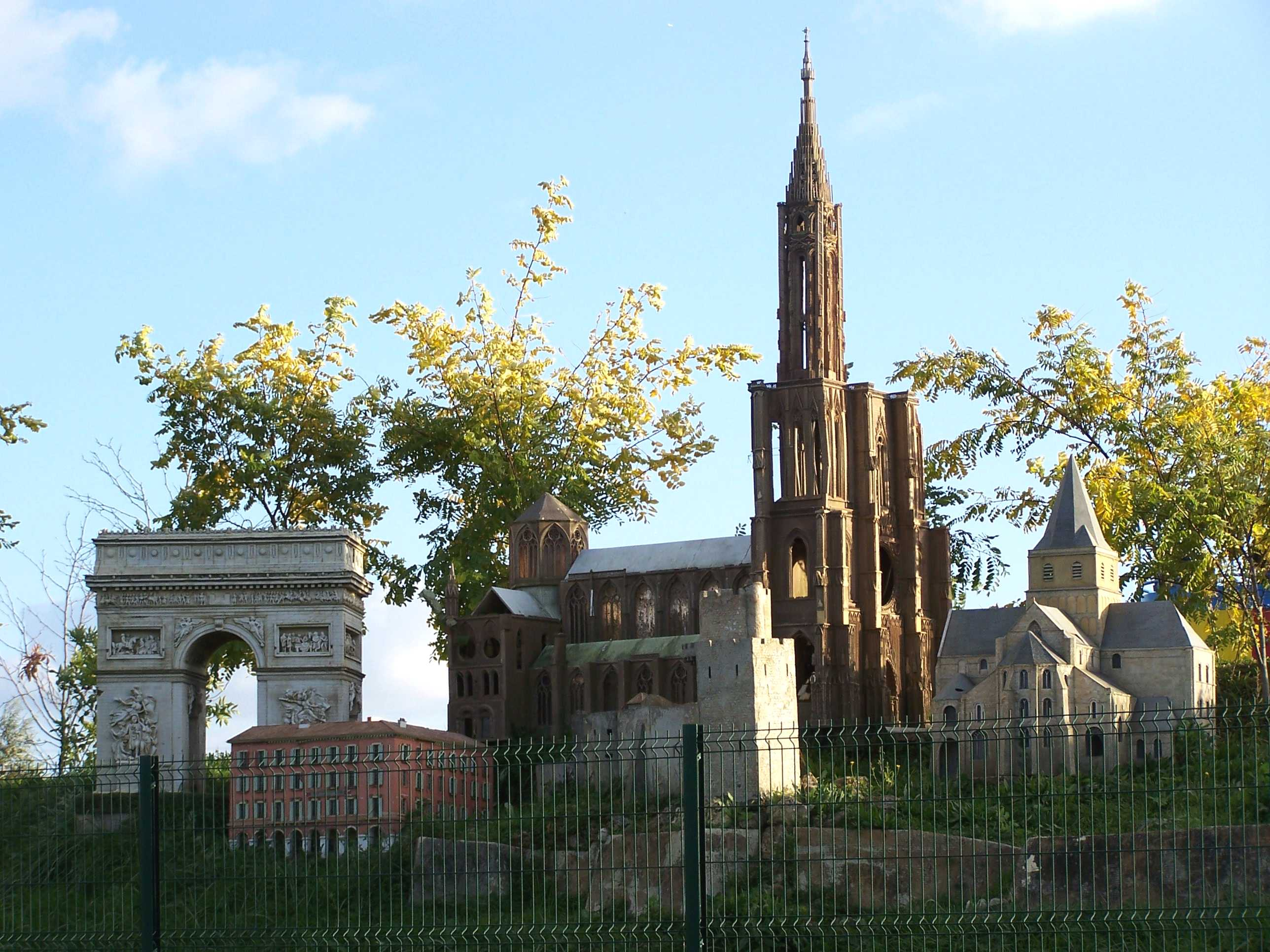
Le parc d'attractions de France miniature à Élancourt.

- Élancourt : la R12 franchit en passage supérieur la route départementale 23 (Trappes - Bazoches-sur-Guyonne par le village d'Élancourt), monte sur le plateau d'Élancourt et se termine au moyen d'un échangeur triangulaire avec le boulevard André-Malraux, échangeur auquel manque la liaison de la R12 vers le quartier de la Boissière à Trappes vers l'est alors qu'en en venant, l'accès à la R12 est possible ; vers l'ouest, le boulevard mène au rond-point de Laubach à Élancourt, à proximité du parc d'attractions de France Miniature.